# Marla Frumkin
Marla Sue Frumkin (* 17. Juli 1950 in Glencoe, Illinois) ist eine US-amerikanische Schauspielerin und Synchronsprecherin. Sie tritt unter dem Namen Marla Finn in Erscheinung.

## Leben
Frumkin machte an der University of Wisconsin–Madison ihren Bachelor of Arts, anschließend an der Cornell University ihren Master of Fine Arts im Fach Schauspiel. Danach erwarb sie ein Schauspielzertifikat an der Universität London. Sie war vom 20. August 1982 bis zu seinem Tod mit dem Schauspieler Peter Stelzer verheiratet. Der Ehe entstammten zwei Töchter.
Ab 1980 war sie unregelmäßig in verschiedenen Film- und Fernsehserien zu sehen. Sie sprach den fiktiven Charakter Velma Dinkley in verschiedenen Zeichentrickserien-Ableger von Scooby-Doo. Sie lehrte an verschiedenen Einrichtungen die Fächer Schauspiel und Synchronisation.

## Filmografie (Auswahl)

### Schauspiel
- 1980: The Boy Who Drank Too Much (Fernsehfilm)
- 1980: Quincy (Fernsehserie, Episode 6x02)
- 1985–1986: Comedy Break (Fernsehserie)
- 1986: Ein Schicksalsjahr (A Year in the Life, Minifernsehserie, Episode 1x02)
- 1986: Magnum (Magnum, P.I., Fernsehserie, Episode 7x12)
- 1987: Mr. Belvedere (Fernsehserie, Episode 3x20)
- 1987: Bates Motel (Fernsehfilm)
- 1987: Private Eye (Fernsehserie, Episode 1x01)
- 1989: TV 101 (Fernsehserie, Episode 1x09)
- 1989: Ann Jillian (Fernsehserie, Episode 1x01)
- 1993: Ein Strauß Töchter (Sisters, Fernsehserie, Episode 3x20)
- 1995: Eine unmoralische Verführung (Seduced and Betrayed, Fernsehfilm)
- 2002: Skinwalkers (Fernsehfilm)
- 2008: Sugar
- 2008: Jake’s Corner

### Synchronisationen
- 1978: The Scooby-Doo Show (Zeichentrickserie, Episode 3x03)
- 1979–1983: Scooby und Scrappy-Doo (Scooby-Doo and Scrappy-Doo, Zeichentrickserie, 8 Episoden)
- 1980–1981: The Ri¢hie Ri¢h/Scooby-Doo Show (Zeichentrickserie, 2 Episoden)
- 1981: Swords of the Space Ark (Fernsehfilm)
- 1982: Wagner e Venezia (Fernsehfilm)
- 1982: The Scooby and Scrappy-Doo Puppy Hour (Zeichentrickserie, Episode 1x03)
- 1982: Brain 17 (Fernsehfilm)
- 1983: The New Scooby and Scrappy-Doo Show (Zeichentrickserie, Episode 1x01)
- 1983: G.I. Joe: A Real American Hero (Zeichentrickserie, 4 Episoden)
- 1983: Shadow World (Fernsehfilm)
- 1984: Ein Fall für Scooby Doo (The New Scooby-Doo Mysteries, Zeichentrickserie, 6 Episoden)
- 1985: Scooby’s Mystery Funhouse (Zeichentrickserie, Episode 1x05)
- 1986: Christmas Every Day (Zeichentrickfilm)
- 1995: Aaahh!!! Monster (AAAHH!!! Real Monsters, Zeichentrickserie, Episode 2x12)
- 2012: Scooby-Doo: 13 Spooky Tales – Holiday Chills and Thrills (Zeichentrickfilm)